# Meijin 2021
Il Meijin 2021 è stata la 46ª edizione del torneo goistico giapponese Meijin, nel corso della quale il detentore del titolo, Yūta Iyama, ha vinto la finale contro lo sfidante Ryō Ichiriki per 4–3.

## Qualificazioni
|  | Quarti di finale   | Quarti di finale   | Quarti di finale |               |              | Semifinali   | Semifinali | Semifinali |  |  | Finale | Finale | Finale |  |
|  |                    |                    |                  |               |              |              |            |            |  |  |        |        |        |  |
|  | Satoshi Yanagisawa | Satoshi Yanagisawa | 0                |               |              |              |            |            |  |  |        |        |        |  |
|  | Satoshi Yanagisawa | Satoshi Yanagisawa | 0                |               |              |              |            |            |  |  |        |        |        |  |
|  | Atsushi Sada       | Atsushi Sada       | 1                |               |              |              |            |            |  |  |        |        |        |  |
|  | Atsushi Sada       | Atsushi Sada       | 1                |               | Atsushi Sada | Atsushi Sada | 1          |            |  |  |        |        |        |  |
|  |                    |                    |                  |               | Atsushi Sada | Atsushi Sada | 1          |            |  |  |        |        |        |  |
|  |                    |                    | Taira Iwamaru    | Taira Iwamaru | 0            |              |            |            |  |  |        |        |        |  |
|  | Yasuhiro Nakano    | Yasuhiro Nakano    | Taira Iwamaru    | Taira Iwamaru | 0            | 0            |            |            |  |  |        |        |        |  |
|  | Yasuhiro Nakano    | Yasuhiro Nakano    |                  |               |              |              |            |            |  |  |        |        |        |  |
|  | Taira Iwamaru      | Taira Iwamaru      | 1                |               |              |              |            |            |  |  |        |        |        |  |
|  | Taira Iwamaru      | Taira Iwamaru      | 1                |               | Atsushi Sada | Atsushi Sada | 0          |            |  |  |        |        |        |  |
|  |                    |                    |                  |               |              |              |            |            |  |  |        |        |        |  |
|  |                    |                    | Yu Zhengqi       | Yu Zhengqi    | 1            |              |            |            |  |  |        |        |        |  |
|  | Yu Zhengqi         | Yu Zhengqi         | Yu Zhengqi       | Yu Zhengqi    | 1            | 1            |            |            |  |  |        |        |        |  |
|  | Yu Zhengqi         | Yu Zhengqi         |                  |               |              |              |            |            |  |  |        |        |        |  |
|  | Shuhei Uchida      | Shuhei Uchida      | 0                |               |              |              |            |            |  |  |        |        |        |  |
|  | Shuhei Uchida      | Shuhei Uchida      | 0                |               | Yu Zhengqi   | Yu Zhengqi   | 1          |            |  |  |        |        |        |  |
|  |                    |                    |                  |               | Yu Zhengqi   | Yu Zhengqi   | 1          |            |  |  |        |        |        |  |
|  |                    |                    | Rin Kanketsu     | Rin Kanketsu  | 0            |              |            |            |  |  |        |        |        |  |
|  | Taiki Seto         | Taiki Seto         | Rin Kanketsu     | Rin Kanketsu  | 0            | 0            |            |            |  |  |        |        |        |  |
|  | Taiki Seto         | Taiki Seto         |                  |               |              |              |            |            |  |  |        |        |        |  |
|  | Rin Kanketsu       | Rin Kanketsu       | 1                |               |              |              |            |            |  |  |        |        |        |  |

|  | Quarti di finale | Quarti di finale | Quarti di finale |                  |                | Semifinali     | Semifinali | Semifinali |  |  | Finale | Finale | Finale |  |
|  |                  |                  |                  |                  |                |                |            |            |  |  |        |        |        |  |
|  | Tomoyasu Mimura  | Tomoyasu Mimura  | 0                |                  |                |                |            |            |  |  |        |        |        |  |
|  | Tomoyasu Mimura  | Tomoyasu Mimura  | 0                |                  |                |                |            |            |  |  |        |        |        |  |
|  | Katsuya Motoki   | Katsuya Motoki   | 1                |                  |                |                |            |            |  |  |        |        |        |  |
|  | Katsuya Motoki   | Katsuya Motoki   | 1                |                  | Katsuya Motoki | Katsuya Motoki | 1          |            |  |  |        |        |        |  |
|  |                  |                  |                  |                  | Katsuya Motoki | Katsuya Motoki | 1          |            |  |  |        |        |        |  |
|  |                  |                  | Son Makoto       | Son Makoto       | 0              |                |            |            |  |  |        |        |        |  |
|  | Cho Riyu         | Cho Riyu         | Son Makoto       | Son Makoto       | 0              | 0              |            |            |  |  |        |        |        |  |
|  | Cho Riyu         | Cho Riyu         |                  |                  |                |                |            |            |  |  |        |        |        |  |
|  | Son Makoto       | Son Makoto       | 1                |                  |                |                |            |            |  |  |        |        |        |  |
|  | Son Makoto       | Son Makoto       | 1                |                  | Katsuya Motoki | Katsuya Motoki | 1          |            |  |  |        |        |        |  |
|  |                  |                  |                  |                  |                |                |            |            |  |  |        |        |        |  |
|  |                  |                  | Daisuke Murakawa | Daisuke Murakawa | 0              |                |            |            |  |  |        |        |        |  |
|  | Shinji Takao     | Shinji Takao     | Daisuke Murakawa | Daisuke Murakawa | 0              | 0              |            |            |  |  |        |        |        |  |
|  | Shinji Takao     | Shinji Takao     |                  |                  |                |                |            |            |  |  |        |        |        |  |
|  | Tomoya Hirata    | Tomoya Hirata    | 1                |                  |                |                |            |            |  |  |        |        |        |  |
|  | Tomoya Hirata    | Tomoya Hirata    | 1                |                  | Tomoya Hirata  | Tomoya Hirata  | 0          |            |  |  |        |        |        |  |
|  |                  |                  |                  |                  | Tomoya Hirata  | Tomoya Hirata  | 0          |            |  |  |        |        |        |  |
|  |                  |                  | Daisuke Murakawa | Daisuke Murakawa | 1              |                |            |            |  |  |        |        |        |  |
|  | Ryuhei Onishi    | Ryuhei Onishi    | Daisuke Murakawa | Daisuke Murakawa | 1              | 0              |            |            |  |  |        |        |        |  |
|  | Ryuhei Onishi    | Ryuhei Onishi    |                  |                  |                |                |            |            |  |  |        |        |        |  |
|  | Daisuke Murakawa | Daisuke Murakawa | 1                |                  |                |                |            |            |  |  |        |        |        |  |

|  | Quarti di finale   | Quarti di finale   | Quarti di finale |                  |                    | Semifinali         | Semifinali | Semifinali |  |  | Finale | Finale | Finale |  |
|  |                    |                    |                  |                  |                    |                    |            |            |  |  |        |        |        |  |
|  | Tomochika Mizokami | Tomochika Mizokami | 1                |                  |                    |                    |            |            |  |  |        |        |        |  |
|  | Tomochika Mizokami | Tomochika Mizokami | 1                |                  |                    |                    |            |            |  |  |        |        |        |  |
|  | Wu Boyi            | Wu Boyi            | 0                |                  |                    |                    |            |            |  |  |        |        |        |  |
|  | Wu Boyi            | Wu Boyi            | 0                |                  | Tomochika Mizokami | Tomochika Mizokami | 0          |            |  |  |        |        |        |  |
|  |                    |                    |                  |                  | Tomochika Mizokami | Tomochika Mizokami | 0          |            |  |  |        |        |        |  |
|  |                    |                    | Toshimasa Adachi | Toshimasa Adachi | 1                  |                    |            |            |  |  |        |        |        |  |
|  | Toru Taniguchi     | Toru Taniguchi     | Toshimasa Adachi | Toshimasa Adachi | 1                  | 0                  |            |            |  |  |        |        |        |  |
|  | Toru Taniguchi     | Toru Taniguchi     |                  |                  |                    |                    |            |            |  |  |        |        |        |  |
|  | Toshimasa Adachi   | Toshimasa Adachi   | 1                |                  |                    |                    |            |            |  |  |        |        |        |  |
|  | Toshimasa Adachi   | Toshimasa Adachi   | 1                |                  | Toshimasa Adachi   | Toshimasa Adachi   | 0          |            |  |  |        |        |        |  |
|  |                    |                    |                  |                  |                    |                    |            |            |  |  |        |        |        |  |
|  |                    |                    | Nobuaki Anzai    | Nobuaki Anzai    | 1                  |                    |            |            |  |  |        |        |        |  |
|  | Tetsushi Chotoku   | Tetsushi Chotoku   | Nobuaki Anzai    | Nobuaki Anzai    | 1                  | 0                  |            |            |  |  |        |        |        |  |
|  | Tetsushi Chotoku   | Tetsushi Chotoku   |                  |                  |                    |                    |            |            |  |  |        |        |        |  |
|  | Nobuaki Anzai      | Nobuaki Anzai      | 1                |                  |                    |                    |            |            |  |  |        |        |        |  |
|  | Nobuaki Anzai      | Nobuaki Anzai      | 1                |                  | Nobuaki Anzai      | Nobuaki Anzai      | 1          |            |  |  |        |        |        |  |
|  |                    |                    |                  |                  | Nobuaki Anzai      | Nobuaki Anzai      | 1          |            |  |  |        |        |        |  |
|  |                    |                    | Cho U            | Cho U            | 0                  |                    |            |            |  |  |        |        |        |  |
|  | Tatsuya Shida      | Tatsuya Shida      | Cho U            | Cho U            | 0                  | 0                  |            |            |  |  |        |        |        |  |
|  | Tatsuya Shida      | Tatsuya Shida      |                  |                  |                    |                    |            |            |  |  |        |        |        |  |
|  | Cho U              | Cho U              | 1                |                  |                    |                    |            |            |  |  |        |        |        |  |

## Torneo
Lo sfidante è determinato tramite una lega composta da nove giocatori, che si sfidano in nove turni di quattro incontri l'uno, da disputarsi una volta al mese da dicembre 2020 ad agosto 2021.
- W indica vittoria col bianco
- B indica vittoria col nero
- X indica la sconfitta
- +R indica che la partita si è conclusa per abbandono
- +N indica lo scarto dei punti a fine partita
- +F indica la vittoria per forfeit
- +? indica una vittoria con scarto sconosciuto
- V indica una vittoria in cui non si conosce scarto e colore del giocatore

| Giocatore        | S.T.  | R.I. | R.K.  | K.K. | N.H. | K.Y.  | Y.Z.  | K.M. | N.A.  | Risultato | Note                    |
| ---------------- | ----- | ---- | ----- | ---- | ---- | ----- | ----- | ---- | ----- | --------- | ----------------------- |
| Toramaru Shibano | –     | X    | W+1,5 | X    | W+R  | X     | W+3,5 | X    | X     | 3-4       | 6                       |
| Ryo Ichiriki     | W+R   | –    | B+0,5 | W+R  | B+R  | W+R   | B+R   | W+R  | B+R   | 8-0       | Qualificato alla finale |
| Rin Kono         | X     | X    | –     | X    | X    | B+R   | W+0,5 | X    | X     | 2-6       | Retrocesso              |
| Kyo Kagen        | W+0,5 | X    | W+0,5 | –    | X    | W+4.5 | B+R   | W+R  | W+2,5 | 6-2       | 2                       |
| Naoki Hane       | X     | X    | B+R   | W+R  | –    | X     | W+R   | X    | W+2,5 | 4-4       | 3                       |
| Keigo Yamashita  | W+R   | X    | X     | X    | W+R  | –     | X     | W+R  | B+2,5 | 4-3       | 4                       |
| Yu Zhengqi       | X     | X    | X     | X    | X    | W+4,5 | –     | B+R  | X     | 2-6       | Retrocesso              |
| Katsuya Motoki   | W+0,5 | X    | W+R   | X    | W+R  | X     | X     | –    | B+0,5 | 4-4       | 5                       |
| Nobuaki Anzai    | B+R   | X    | B+R   | X    | X    | X     | B+5,5 | X    | –     | 3-5       | Retrocesso              |

## Finale
La finale è una sfida al meglio delle sette partite tra il vincitore della Lega, Ryō Ichiriki, e il detentore del titolo, Yūta Iyama. Per Ryō Ichiriki si tratta della prima volta da sfidante del Meijin.